# Dom Dolla
Dom Dolla, pseudonimo di Dominic Matherson (1992), è un produttore discografico australiano di musica house..
È stato nominato due volte per il premio ARIA: nel 2017 per "Be Randy", in collaborazione con Torren Foot, e nel 2019, per la canzone "Take It".

## Carriera

### 2013-presente
Nel 2013 Dom Dolla ha pubblicato il suo singolo di debutto "The Boxer". Nel marzo 2015, ha pubblicato "Love Like This", mentre a luglio dello stesso anno ha pubblicato "Define" con Go Freak. La canzone era seconda nella Top 50 Club Tracks di ARIA Charts.
A settembre 2016, Dom Dolla ha pubblicato "You" che ha raggiunto la prima posizione nella ARIA Charts a ottobre 2016. Nell'agosto 2017, Dolla ha raggiunto nuovamente la prima posizione in classifica con "Be Randy" in collaborazione con Torren Foot. Agli ARIA Music Awards del 2017, la canzone è stata nominata all'ARIA Award for Best Dance Release, perdendo contro "Chameleon" di Pnau.
Nell'ottobre 2018, Dom Dolla ha raggiunto per la terza volta la prima posizione con "Take It". Agli ARIA Music Awards del 2019, la canzone è stata nominata all'ARIA Award for Best Dance Recording, perdendo contro Solace di Rüfüs Du Sol.
A novembre 2019, Dom Dolla ha raggiunto per la quarta volta la prima posizione con "San Frandisco". Nel gennaio 2020, la canzone ha registrato il numero 33 nella Triple J Hottest 100, 2019.

## Discografia

### Singoli
| Titolo                        | Anno |
| ----------------------------- | ---- |
| "The Boxer"                   | 2013 |
| "Love Like This"              | 2015 |
| "Define" (with Go Freek)      | 2015 |
| "You"                         | 2016 |
| "Be Randy" (with Torren Foot) | 2017 |
| "Take It"                     | 2018 |
| "San Frandisco"               | 2019 |